# Голупкина (кратер)
Кратер Геперт-Мајер је ударни метеорски кратер на површини планете Венере. Налази се на координатама 60,3° северно и 73,5° западно (планетоцентрични координатни систем +Е 0-360) и са пречником од 28,4 км налази се у групи кратера просечне величине.
Кратер је име добио у част руске и совјетске импресионистичке вајарке Ане Голупкине (1864—1927), а име кратера је 1985. усвојила Међународна астрономска унија.
Овај кратер карактеришу терасасти унутрашњи зидови и централо узвишење, што је типично у морфологији великих ударних кратера на Земљи, Месецу и Марсу. Унутрашње стране зидова су неравне и вероватно су настале у каснијим еволутивним фазама кратера. Прстенасто дно кратера је доста равно и глатко и вероватно је испуњено лавичним екструзијама. Централни врх у самом средишту кратера настао је враћањем избаченог материјала неполседно после удара. Груба морфолошка структура кратера указује на његову релативну младост.